# Mount Carmel-Mitchells Brook-St. Catherines
Mount Carmel-Mitchells Brook-St. Catherines est un village situé dans le sud-est de la province de Terre-Neuve-et-Labrador.